# 3e régiment d'aviation de chasse de la Garde
Pour les articles homonymes, voir 3e régiment.
Le 3e régiment d'aviation de chasse de la Garde  (en russe : 3-й гвардейский истребительный авиационный полк, abrégé en russe : 3-й гв. иап) de son nom complet le 3e régiment d'aviation de chasse de la Garde Baranovitchiskaïa des ordres du Drapeau rouge et de Souvorov (en russe : 3-й гвардейский истребительный авиационный Барановичи Краснознамённый ордена Суворова полк) est un régiment aérien de l'armée de l'air russe, branche des forces aérospatiales (n° d'unité ?).
Le régiment fait partie de la 1re division d'aviation mixte de la Garde de la 4e armée aérienne du district militaire sud, sur la base aérienne de Krymsk dans le kraï de Krasnodar.

## Historique
Le régiment est formé le 21 octobre 1941 à partir du personnel de l'École des artilleurs et des bombardiers de Tcheliabinsk sous le nom de 688e régiment d'aviation de bombardiers légers de nuit. Moins d’un mois plus tard, juste après avoir terminé son entraînement, le régiment part pour le front. Il est déployé dans le saillant de Rjev jusqu'en janvier 1942 et à l'été 1942 pour la bataille de Stalingrad. Pour ses actions à Stalingrad, le régiment devient le 59e régiment d'aviation d'assaut de la Garde le 8 février 1943. Le 2 septembre 1943, l'unité reçoit l'ordre du Drapeau Rouge et combat dans les opérations Orel-Koursk, Bagration et l'offensive de Varsovie [probablement l'offensive Varsovie-Poznan en janvier 1945, mais pourrait aussi être l'offensive Lublin-Brest à l'été 1944]. Pour ses actions visant à libérer Baranavitchy, il reçoit le titre honorifique Baranovitchiskaïa « de Baranovichy » le 27 juin 1944. Le régiment reçoit plus tard l'ordre de Souvorov de 3e classe pour ses actions lors de l'offensive de Berlin le 16 avril 1945.
De 1949 à 1956, le régiment est nommé 725e régiment d'aviation d'assaut de la Garde, volant depuis Altes-Lager, Dallgow, Dessau, Brandis et Finsterwalde en Allemagne.
En août 1956, le régiment déménage à Astrakhan, rejoignant les Voyska PVO et est rebaptisé 393e régiment d'aviation de chasse de la Garde. En décembre 1992, il devient le 209e régiment d'aviation de chasse de la Garde, qui fait partie du 12e corps de défense aérienne des forces de défense aérienne russes. Le 12e corps de défense aérienne est renommé 51e corps de défense aérienne en 1998 et devient peu après une partie de la 4e armée de l'air et des forces de défense aérienne.
Le 1er septembre 2001, le régiment absorbe le 562e régiment d'aviation de chasse à Krymsk et devient le 3e régiment d'aviation de chasse de la Garde avec un transfert du drapeau de bataille et des titres honorifiques du 209e régiment d'aviation de chasse de la Garde, rejoignant la garnison de Krymsk. Le 24 août 2009, le 3e régiment et le 178e détachement mixte d'hélicoptères de sauvetage deviennent la 6972e base aérienne de la Garde Baranovitchiskaïa des ordres du Drapeau rouge et de Souvorov de 3e classe à Krymsk. Le 11 novembre 2013, le 3e régiment d'aviation de chasse de la Garde est affecté à la 1re division d'aviation mixte de la Garde du district militaire du Sud avec un transfert des titres honorifiques et du drapeau de la 6972e base aérienne. Le colonel Tagir Gadjïev est le commandant de la division en 2016.
En juin 2019, le régiment devient la première unité aéronautique à recevoir des chasseurs en série Soukhoï Su-57 de cinquième génération. Le commandant du régiment, le colonel Anatoly Stassioukevitch, est tué en 2022 lors de l'invasion russe de l'Ukraine lorsque son unité a été touchée par une frappe d'artillerie ukrainienne.